# Концерт (картина Тициана)
Концерт (итал. Concerto) или Прерванный концерт (итал. Concerto interrotto) — картина венецианского художника Тициана, созданная в 1510—1511 годах. Хранится в Палатинской галерее Палаццо Питти, Флоренция.
Карло Ридольфи, биограф венецианских живописцев, считал, что картина принадлежит кисти Джорджоне. Он сообщает, что в 1648 году она находилась в коллекции Паоло дель Сера, флорентийского собирателя венецианского искусства. В 1654 году она была приобретена его другом, кардиналом Леопольдо Медичи. С тех пор полотно хранится в Палаццо Питти (за исключением периода с 1675 по 1697 год, когда она была выставлена в зале Трибуна галереи Уффици). В XIX веке авторство Джорджоне было поставлено под сомнение, одни исследователи считали картину работой Тициана, другие — совместным творчеством двух художников.
В конце XVII века сюжет картины получил курьёзное толкование: в описи 1697 года она числится под названием «Лютер, Кальвин и монахиня» (итал. "Lutero, Calvino e la Monaca"). Персонаж в центре был объявлен Лютером благодаря его одеянию, напоминавшему августинское, и, возможно, пристрастию последнего к музыке. Фигура справа становится Кальвином, а юноша слева превращается в женщину – Катарину фон Бора, бывшую монахиню, ставшую затем супругой Лютера.
В 1976 году была проведена реставрация картины, в ходе которой была удалена полоса холста в верхней части полотна, добавленная позже. Тщательное исследование показало, что картина была полностью выполнена Тицианом.
Картина представляет собой поясной портрет трёх мужчин, занятых музицированием. Мужчина в центре играет на спинете, небольшом клавесине XVI века. Его руки протянуты к клавишам, а взгляд повернут к стоящему за его спиной доминиканскому монаху с виолой да гамба в руке. Слева изображён нарядный юноша в шляпе с перьями, вероятно, певец. «Концерты» были распространённым сюжетом для искусства Италии XV—XVI века, где музыка была важным элементом образования.